# Quatuor à cordes no 3 de Schubert
Pour les articles homonymes, voir Quatuor à cordes no 3.
Le quatuor à cordes no 3 en si bémol majeur, D. 36, a été écrit par Schubert entre novembre 1812 et mi-février 1813. C'est également entre ces deux dates qu'il fête son seizième anniversaire. C'est le troisième quatuor composé pour cette formation de chambre.

## Description
Ce quatuor, écrit en trois mois, est le premier des quatuors ayant nécessité un aussi long travail. Antonio Salieri suit les travaux de Schubert comme le montrent les annotations du maître sur les partitions de l'élève. C'est également sous l'influence du maître qu'il faut placer l'écriture de Schubert dans son utilisation de mélodies à trois et quatre voix. Les circonstances de sa première audition ne sont pas connus. La tonalité de si bémol est présente dans tout le quatuor qui se développe en quatre mouvements. Son exécution dure environ trente minutes :
- Allegro : ce mouvement possède quelque parenté avec le deuxième quatuor de l'opus 76 de Haydn[2]. Basé sur une écriture en contrepoint, il semble rappeler l'enseignement de Salieri qui annote la partition.
- Andante : à 6/8, même tonalité, le mouvement possède une certaine douceur ponctuée par des trémolos soudains.
- Allegro ma non troppo : en ré majeur, c'est un menuet qui précède un trio en si bémol majeur. Il semblerait que par sa facture, ce mouvement soit légèrement postérieur au reste de l'œuvre[3]
- Allegretto : tonalité du début en si bémol, nombreux crescendos.

## Discographie
- Wiener Konzerthaus Quartett